# آلة جافا الافتراضية
آلة جافا الافتراضية (بالإنجليزية Java Virtual Machine أو اختصارا JVM) هي آلة افتراضية تستخدمها تكنولوجيا جافا لتمكن الحواسيب المختلفة من تشغيل البرامج المكتوبة بلغة جافا.